# والریا مارینی
والریا مارینی (زاده ۱۴ مه ۱۹۶۷) بازیگر، خواننده، دختر نمایش و کارآفرین ایتالیایی می‌باشد.

## زندگی‌نامه
مارینی درشهر رم، از مادری ساردینیایی و پدری اهل رم متولد شد، ولی در کالیاری رشد پیدا کرد، نخستین حضور سینمایی والریا در سال ۱۹۸۷ در فیلم وقایع نگاری سیاه بود. بعد از این، او نخستین حضور خود را در تئاتر با کمدی پسران مقاومت ناپذیر در سال ۱۹۹۱ انجام داد. در سال ۱۹۹۲ مارینی در تلویزیون با نمایش ماه عسل آغاز به کار شد. در این برنامه بود که قابل توجه کارگردان پیرفرانچسکو پینگیتور واقع گردید و او را به جای پاملا پراتی در مجموعه‌های تماشایی باگاگلینو منتخب نمود. وی در چندین سری از اینها همانند پوست موز, شامپاین, رزهای سرخ, ویوا ایتالیایی‌ها, رضایت من, باربیکیو شرکت کرد.
بعد از این کارها، معروفیت او در ایتالیا افزایشی شد. در سال ۱۹۹۷ مارینی نامزد ارائه جشنواره موسیقی سانرمو با مایک بونگیورنو و پیرو چیامبرتی شد.
مارینی همچنین در چندین فیلم نقش آفرینی کرده‌است و در دهه ۲۰۰۰ به عنوان یک طراح مد فعالیتش را شروع نموده. در سال ۲۰۰۶ او در نمایش واقعیت سیرک شرکت نمود. در سال ۲۰۱۰ او به همراه پوپو، امانوئل فیلیبرتو و جورجیا لوزی مجری برنامه تلویزیونی توصیه نمودم بود. در همان سال مارینی در صحنه ای در فیلم یک جایی به کارگردانی سوفیا کاپولا نقش خود را ایفا کرد. در سال ۲۰۱۲ او به عنوان یک شرکت کننده در فصل نهم جزیره مشهور، نسخه ایتالیایی بازمانده شرکت نمود. در سال ۲۰۱۴ در فیلم پسر طلایی به کارگردانی پوپی آواتی نقش آفرینی کرد. در سال ۲۰۱۵ مارینی به همراه فدریکو دگلی اسپوستی، در فصل سوم شب‌های روی یخ، نسخه ایتالیایی اسکیت با افراد معروف، به عنوان یک شرکت کننده شرکت نمود. در سال ۲۰۱۶ او در فصل نخست وای ای پی برادران بزرگ، نسخه ایتالیایی برادران بزرگ معروف شرکت کرد. در سال ۲۰۱۸ او در اپیزود وی ای پیخیانت بالا با دانیله مارکجیانی و کیارا کوندرو شرکت کرد.
او در فیلم پسر طلایی بازی کرده است.

## تئاتر
- پسران مقاومت ناپذیر به کارگردانی مارکو پارودی در سال (۱۹۹۱)
- ناتا ایری به کارگردانی جوزپه پاترونی گریفی در سال (۱۹۹۶)
- به فرشته آبی به کارگردانی جورجو آلبرتازی در سال (۲۰۰۰)
- همه چیز را بزرگ می‌کند - زنان شما عقل دارند به کارگردانی پی یر فرانچسکو پینجیتوره در سال (۲۰۱۶–۲۰۱۷)
- رئیس‌جمهور - والریا به کویر یناله منتخب شد به کارگردانی پی یر فرانچسکو پینجیتوره در سال (۲۰۲۰)

## آگهی‌ها
- ای پی (۱۹۹۴–۱۹۹۶)
- ۳ ایتالیا (۲۰۰۵–۲۰۰۶)
- کانال پونتوشاپ(۲۰۰۷)
- لامبرتا پاتو (۲۰۰۸)
- آبیاری(۲۰۰۹–۲۰۱۳)
- آکای (۲۰۱۲–۲۰۱۳)
- تیسانورئیکا (۲۰۱۵–۲۰۱۶)
- آب و صابون (۲۰۱۸)

## دیسکوگرافی
- برای پرواژ(۲۰۱۰)
- من گوستا (۲۰۱۹)
- بوم (۲۰۲۰)

## انتشار
- دورس صمیمی, میلان، ناشر قاهره، شابک ‎۹۷۸–۸۸۶۰۵۲۱۶۵۱